# Regeringen Linkomies

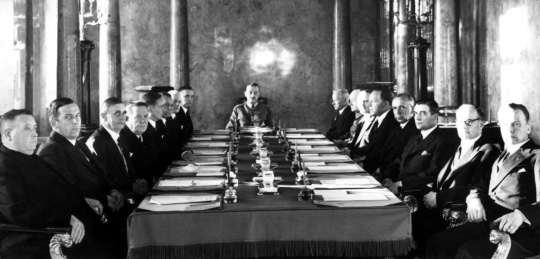
Regeringen Linkomies i sammanträde med president Mannerheim.

Regeringen Linkomies var Republiken Finlands 26:e regering. Den breda koalitionen bestod av Samlingspartiet, Socialdemokraterna, Agrarförbundet, Framstegspartiet och Svenska folkpartiet. Rudolf Walden och N. A. Osara var med i regeringen som opolitiska fackministrar. Ministären regerade från 5 mars 1943 till 8 augusti 1944. Fortsättningskriget pågick under regeringsperioden och Edwin Linkomies avbröt förhandlingarna med Sovjetunionen våren 1944. År 1946 dömdes Linkomies till fem och ett halvt års fängelse i krigsansvarighetsprocessen men frigavs redan år 1948. Ministrarna Henrik Ramsay, Väinö Tanner och Tyko Reinikka dömdes till fängelsestraff vid samma rättegång som Linkomies och president Risto Ryti. Även Finlands sändebud i Berlin T. M. Kivimäki samt den föregående regeringens statsminister J. W. Rangell och undervisningsminister Antti Kukkonen fick fängelsestraff.
| Minister                                                                                               | Ämbetsperiod                                                     | Parti                                            |
| --- | ---------------------------------------------------------------- | ------------------------------------------------ |
| Statsminister Edwin Linkomies                                                                          | 5 mars 1943 – 8 augusti 1944                                     | Samlingspartiet                                  |
| Utrikesminister Henrik Ramsay                                                                          | 5 mars 1943 – 8 augusti 1944                                     | Svenska folkpartiet                              |
| Justitieminister Oskari Lehtonen                                                                       | 5 mars 1943 – 8 augusti 1944                                     | Samlingspartiet                                  |
| Inrikesminister Leo Ehrnrooth                                                                          | 5 mars 1943 – 8 augusti 1944                                     | Svenska folkpartiet                              |
| Försvarsminister Rudolf Walden                                                                         | 5 mars 1943 – 8 augusti 1944                                     | opolitisk                                        |
| Finansminister Väinö Tanner                                                                            | 5 mars 1943 – 8 augusti 1944                                     | Socialdemokraterna                               |
| Minister i finansministeriet Tyko Reinikka                                                             | 5 mars 1943 – 8 augusti 1944                                     | Agrarförbundet                                   |
| Undervisningsminister Kalle Kauppi                                                                     | 5 mars 1943 – 8 augusti 1944                                     | Framstegspartiet                                 |
| Jordbruksminister Viljami Kalliokoski                                                                  | 5 mars 1943 – 8 augusti 1944                                     | Agrarförbundet                                   |
| Minister i jordbruksministeriet N. A. Osara                                                            | 5 mars 1943 – 8 augusti 1944                                     | opolitisk                                        |
| Minister för kommunikationsväsendet och allmänna arbetena Väinö Salovaara                              | 5 mars 1943 – 8 augusti 1944                                     | Socialdemokraterna                               |
| Minister i ministeriet för kommunikationsväsendet och allmänna arbetena Toivo Ikonen Väinö Kaasalainen | 5 mars 1943 – 13 januari 1944 13 januari 1944 – 8 augusti 1944   | Agrarförbundet                                   |
| Handels- och industriminister Uuno Takki                                                               | 5 mars 1943 – 8 augusti 1944                                     | Socialdemokraterna                               |
| Socialminister Karl-August Fagerholm Aleksi Aaltonen                                                   | 5 mars 1943 – 17 december 1943 17 december 1943 – 8 augusti 1944 | Socialdemokraterna                               |
| Folkförsörjningsminister K.J. Ellilä                                                                   | 5 mars 1943 – 8 augusti 1944                                     | Agrarförbundet                                   |
| Minister i folkförsörjningsministeriet Jalo Aura N. A. Osara Henrik Ramsay                             | 5 mars 1943 – 8 augusti 1944                                     | Socialdemokraterna opolitisk Svenska folkpartiet |

## Fotnoter
1. ↑  Edwin Linkomies. Nationalencyklopedin. Läst 12 juli 2011.
2. ↑  Krigsansvarighetsprocessen i Uppslagsverket Finland (webbupplaga, 2012). CC-BY-SA 4.0
3. ↑  26. Linkomies Arkiverad 28 oktober 2014 hämtat från the Wayback Machine. Statsrådet. (finska)